# Dominic Couzens
Dominic Michael Couzens (* 3. Januar 1963 in London) ist ein britischer Ornithologe, Autor und Bioakustiker.

## Leben
Nach seiner Graduierung zum Bachelor of Science in Biologie am Portsmouth Polytechnic arbeitet Couzens seit 1988 als freischaffender Ornithologe. Daneben gab er Unterricht in der Erwachsenenbildung an der University of Surrey und an anderen Einrichtungen. 1989 war er für den elektronischen Schnitt des Tonmaterials (tape editor) am National Sound Archive der British Library im Bereich Wildtiere zuständig. Von 1990 bis 1992 war er Filmarchivar bei der RSPB Film Unit. Zwischen 1992 und Ende der 1990er Jahre veröffentlichte Couzens gemeinsam mit John Henry Wyatt die zehnteilige Kassettenreihe Teach Yourself Bird Sounds mit Vogelstimmen, die in den verschiedensten Lebensräumen Großbritanniens, darunter Gärten, Laubwälder, Weide- und Buschland, Röhricht und offene Gewässer, Flüsse und Feuchtwiesen, Heideland und Moore, Meeresklippen und Inseln, Nadelwälder und Mischwälder, Mündungen und Küsten sowie Berge und Hochlandseen aufgezeichnet wurden. Couzens war sowohl für die Aufnahmen als auch als Autor für die Kommentare verantwortlich. Ferner schreibt er journalistische Beiträge für die Magazine Bird Watching und BBC Wildlife. Seit 1996 veröffentlichte Couzens über 30 Sachbücher und Feldführer, davon wurden The Secret Lives of Garden Birds und The Secret Lives of British Birds 2004 und 2006 von der Tageszeitung The Guardian in die Liste der besten Naturbücher des Jahres aufgenommen. The Times wertete das Werk The Secret Lives of Garden Wildlife als eines der besten Naturbücher im Frühjahr 2008.

## Auszeichnungen
2021 erhielt Couzens die Dilys Breese Medal des British Trust for Ornithology.

## Werke (Auswahl)
- The Mitchell Beazley Pocket Guide to Garden Birds (1996), Mitchell Beazley, ISBN 978-1-85732-495-2
- Wings Guide to British Birds (1997), Collins, ISBN 978-0-00-220069-1
- Collins Birds of Britain and Ireland (2001), Collins, ISBN 978-0-00-711112-1
- Collins Birds By Behaviour (2003), Collins, ISBN 978-0-00-711549-5
- The Secret Lives of Garden Birds (2004), A&C Black, ISBN 978-0-7136-9286-0
- The Complete Back Garden Birdwatcher New Holland Publishers (2005) ISBN 1-84330-959-9
- Identifying British Birds  Collins (2005) ISBN 0-00-719922-8
- Identifying Birds by Behaviour  Collins (2005) ISBN 0-00-719923-6
- Bird Migration New Holland Publishers, (2005) ISBN 1-84330-970-X
- Birds: A Complete Guide to all British and European Species (2005), Collins, ISBN 978-0-00-713821-0 (deutsch: Der große Vogelatlas : alle europäischen Arten. Ulmer Verlag, Stuttgart 2006, ISBN 978-3-8001-4989-6)
- Secret Lives of British Birds (2006), Christopher Helm, ISBN 0-7136-7513-6
- Secret Lives of Garden Wildlife (2008), A&C Black, ISBN 978-0-7136-8534-3
- Extreme Birds: From the fastest to the smartest (2008), Collins, ISBN 978-0-00-727923-4 (deutsch: Rekorde der Vogelwelt : 130 Extreme. Haupt Verlag, Bern 2010, ISBN 978-3-258-07549-5)
- Top 100 Birding Sites of the World (2008), New Holland, ISBN 978-1-84773-109-8
- Atlas of Rare Birds (2010), MIT Press, ISBN 978-0-262-01517-2 (deutsch: Seltene Vögel – Überlebenskünstler, Evolutionsverlierer und Verschollene. Haupt Verlag, Bern 2011, ISBN 978-3-258-07629-4)
- Top Birding Sites of Europe (2011), New Holland, ISBN 978-1-84773-767-0
- Garden Bird Confidential (2011), Hamlyn, ISBN 978-0-600-62052-5
- The Secret Lifes of Puffins (2013), Christopher Helm, ISBN 978-1-40818-667-1
- Tales of Remarkable Birds (2015), Bloomsbury, ISBN 978-1-40819-023-4
- Songs of Love and War (2017), Bloomsbury, ISBN 978-1-47290-991-6
- Britain’s Mammals (2017), WILDGuides The Mammal Society, ISBN 978-0-69115-697-2
- A Year of Birdsong: 52 Stories of Songbirds (2022), Abrams & Chronicle Books, ISBN 978-1-84994-730-5 (deutsch: Der Gesang der Vögel, Groh Verlag, München 2024, ISBN 978-3-848-50235-6)
- The Hidden Life of Garden Birds The Unseen Drama Behind Everyday Survival (2024), Gaia, ISBN 978-1-85675-513-9